# Fritto misto
O fritto misto é um prato tradicional da região do piemonte. O prato, feito à base de carne de porco, data de uma época em que os animais eram criados e abatidos em casa e onde nada podia ser desperdiçado.
Tradicionalmante, o fritto misto era composto de fígado (carne escura), pulmões(carne clara), rins, cérebro, testículos e outras partes do porco além de costela de carneiro e peito de frango. Era servido acompanhado de berinjela, cenouras e polenta doce.
Bom prato para ser acompanhado de um vinho Barbera d'Asti.